# دره لاشوا
لاشوا ولی (به لاتین: Lašva Valley) یک دره در بوسنی و هرزگوین است که در استان بوسنی مرکزی واقع شده‌است.

## خصوصیات
لاشوا ولی  ۱۷۷٬۵۱۱ نفر جمعیت دارد.